# E-mailklient
En e-mailklient er en computerapplikation, der bruges til at hente og læse e-mails fra en e-mailserver.

## Mest benyttede e-mailklienter
- Mozilla Thunderbird
- Microsoft Outlook
- Netscape
- Outlook Express
- Apple Mail (en)
- Entourage
- Eudora

| Software | Spire Denne artikel om software og programmering er en spire som bør udbygges. Du er velkommen til at hjælpe Wikipedia ved at udvide den. |